# ساریجلو
ساریجلو، روستایی از توابع بخش مرکزی شهرستان رزن در استان همدان ایران است.

## جمعیت
این روستا در دهستان خرقان قرار دارد و براساس سرشماری مرکز آمار ایران در سال ۱۳۹۵، جمعیت آن ۷۰۷ نفر (۲۳۳ خانوار) بوده‌است.